# 豊田郵便局
豊田郵便局
（とよたゆうびんきょく）
- 愛知県豊田市にある郵便局。本記事にて記述する。
- 山口県下関市にある郵便局。局番号は55030。
- 北海道旭川市にある郵便局。局番号は97081。

（とよだゆうびんきょく）
- 熊本県熊本市にある郵便局。局番号は71056。
- 山形県長井市にある郵便局。局番号は85049。

豊田簡易郵便局
- （とよたかんいゆうびんきょく） - 愛媛県南宇和郡愛南町にある簡易郵便局。局番号は61776。
- （ぶたかんいゆうびんきょく） - 福島県いわき市にある簡易郵便局。局番号は82778。

豊田郵便局（とよたゆうびんきょく）は、愛知県豊田市にある郵便局。民営化前の分類では集配普通郵便局であった。

## 概要
- 住所：〒471-8799 愛知県豊田市十塚町2丁目16-1

## 沿革
- 1871年4月23日（明治4年3月4日） - 挙母（ころも）郵便取扱所として開設[1]。
- 1875年（明治8年）1月1日 - 挙母郵便局（五等）となる。
- 1876年（明治9年）6月16日 - 為替取扱を開始。
- 1878年（明治11年）9月25日 - 貯金取扱を開始。
- 1897年（明治30年）12月26日 - 挙母郵便電信局となる。
- 1903年（明治36年）4月1日 - 通信官署官制の施行に伴い、挙母郵便局となる。
- 1956年（昭和31年）9月21日 - 電話通話および和文電報受付事務の取扱を開始[2]。
- 1957年（昭和32年）2月1日 - 挙母今簡易郵便局の廃止に伴い、取扱事務を承継。
- 1959年（昭和34年）2月1日 - 豊田郵便局に改称。
- 1983年（昭和58年）10月24日 - 豊田市喜多町五丁目から、同市十塚町二丁目に局舎を新築、移転。
- 1992年（平成4年）8月3日 - 外国通貨の両替および旅行小切手の売買に関する業務取扱を開始。
- 2007年（平成19年）10月1日 - 民営化に伴い、併設された郵便事業豊田支店に一部業務を移管。
- 2012年（平成24年）10月1日 - 日本郵便株式会社発足に伴い、郵便事業豊田支店を豊田郵便局に統合。

## 取扱内容
- 郵便、印紙、ゆうパック、内容証明
- 貯金、為替、振替、振込、国際送金、外貨両替・トラベラーズチェック、国債、投資信託
- 生命保険、バイク自賠責保険、自動車保険、変額年金保険、がん保険、引受条件緩和型医療保険
- ゆうちょ銀行ATM
- 「471-00xx」「471-08xx」区域（豊田市（合併以前からの豊田市域の一部））の集配業務
- ゆうゆう窓口

## 周辺
- 豊田市役所
- 豊田市美術館
- 豊田簡易裁判所
- スカイホール豊田
- イオンスタイル豊田
- 国道153号
- 国道248号
- 矢作川

## アクセス
- 名鉄三河線 豊田市駅もしくは上挙母駅からそれぞれ徒歩で約13分。
- 愛知環状鉄道・愛知環状鉄道線 新豊田駅もしくは新上挙母駅からそれぞれ徒歩で約17分。
- 名鉄バス 「神田町」バス停もしくは「樹木台」バス停下車。
- 中心市街地玄関口バス 「広路町（イオン前）」バス停下車。
- 東名高速道路 豊田ICから東へ約4.5km。
- 東海環状自動車道 豊田松平ICから北西へ約5km。
- 駐車場あり：全33台分を用意。